# Rantau Dodor
Rantau Dodor is een bestuurslaag in het regentschap Empat Lawang van de provincie Zuid-Sumatra, Indonesië. Rantau Dodor telt 1919 inwoners (volkstelling 2010).